# Visilab
Visilab SA est une entreprise suisse, établie à Genève, gérant un réseau de magasins d’opticiens. C’est une filiale du  Groupe PP Holding et de GrandVision. La société Visilab détient un peu plus du quart du marché suisse de l’optique. 

## Domaine d'activité
Visilab vend des  lunettes et des lunettes de soleil (des produits de marque), mais aussi des lentilles de contact, ainsi que les accessoires correspondants. Les magasins de cette société couvrent les services conventionnels dans le domaine de l'optique et l'optométrie. Le groupe Visilab détient en 2005 16 % du marché suisse, 25 %  en 2012, et 27 % fin 2017,. Elle est numéro 1 sur ce marché national,,. Fin 2017, la société dispose d'un réseau d'une centaine de points de vente, et emploie entre 950 et 1 000 salariés, pour un chiffre d'affaires brut de 251 millions de francs suisses.

## Histoire
La société est fondée en 1988 en tant que filiale du groupe familial PP Holding, à Genève. Le premier magasin est ouvert dans cette ville. Ensuite, elle étend ses activités commerciales en Suisse romande par de nouvelles implantations de magasins. Elle se distingue de la concurrence en jouant sur des délais rapides de mise à disposition des  lunettes. Chaque magasin a son propre laboratoire de production intégré dans la boutique pour la fabrication des verres correcteurs.
Puis, à partir de 1994, la société passe à une nouvelle phase de son développement en s’implantant en Suisse alémanique. En plus de ce développement endogène, elle acquiert en 1999 les activités d'opticiens de Kochoptik,  et en 2007 l’activité en Suisse de  Grand Optical. Cette dernière acquisition se fait en cédant au propriétaire de  Grand Optical, le groupe GrandVision, 30% des actions de Visilab. GrandVision devient ainsi le deuxième actionnaire de la société.
Dans les années 2010, Visilab développe une stratégie dite «stratégie omnicanale»,  en commençant à développer la vente sur Internet. La difficulté de ce type d’investissement est d’éviter que les différents canaux de vente se cannibalisent. Le choix de l’entreprise est d’articuler le canal internet et le canal traditionnel en magasin avec la possibilité de passer de l’un à l’autre : le consommateur peut s’informer sur internet, préparer ses choix sur ce média pour finaliser plus rapidement son achat en magasin,
,,. En 2018, cette stratégie omnicanal lui permet d'apporter de  nouveaux services à ses clients, et explique en partie, pour ses dirigeants, que, trente ans après sa création, la société continue à accroître sa part du marché suisse. 
Le 1er septembre 2017, GrandVision porte sa participation au sein du
capital de Visilab de 30% à 60%. Il devient l’actionnaire majoritaire, avec l'intention d'augmenter la participation à 79% en 2019. La direction opérationnelle de l’entreprise reste toutefois confiée aux familles fondatrices,,,.

## Sponsoring sportif
L’entreprise a accompagné ou accompagne plusieurs sportifs suisses, notamment le navigateur Dominique Wavre,  le joueur de tennis Stanislas Wawrinka, la skieuse Lara Gut, ou encore Bernhard Russi (qui a arrêté la compétition en 1978, mais qui est resté  une personnalité bien connue dans le ski alpin, et qui a conçu plusieurs parcours de descentes olympiques). En dehors du sport, la société a aussi comme « ambassadrice » Xenia Tchoumitcheva.